# تنگ قوچان (سیرجان)
تنگ قوچان یک روستا در ایران است که در شهرستان سیرجان واقع شده‌است. تنگ قوچان ۲۷ نفر جمعیت دارد.